# Anne Sylvestre chante…
Albums de Anne Sylvestre
La Femme du vent
Anne Sylvestre chante… est un album d'Anne Sylvestre paru chez Philips en 1961.

## Historique
C'est le premier album d'Anne Sylvestre, qui écrit et compose toutes les chansons.

## Titres
Face A :
| No | Titre                  | Durée      |
| -- | ---------------------- | ---------- |
| 1. | Mon mari est parti     | 3 min 07 s |
| 2. | Je n'suis pas si bête  | 2 min 10 s |
| 3. | Si la pluie te mouille | 2 min 00 s |
| 4. | Tiens-toi droit        | 2 min 06 s |
| 5. | Maryvonne              | 2 min 02 s |

Face B :
| No | Titre                 | Durée      |
| -- | --------------------- | ---------- |
| 1. | Les Cathédrales       | 3 min 55 s |
| 2. | Philomène             | 2 min 05 s |
| 3. | Porteuse d'eau        | 2 min 26 s |
| 4. | Grégoire ou Sébastien | 2 min 05 s |
| 5. | Madame ma voisine     | 2 min 37 s |

## Musiciens
- Contrebasse : Pierre Nicolas
- Guitare : Barthélémy Rosso, J. Liebrard
- Orgue : Freddy Balta
- Accompagnement : François Rauber
- Photographie de couverture : Aubert

## Production
- Philips

## Récompenses
Cet album est dit avoir reçu un Grand Prix de l'Académie Charles Cros, mais l'académie Charles Cros ne communique pas ses prix avant 2002.